# Croghan
Croghan es un pueblo ubicado en el condado de Lewis en el estado estadounidense de Nueva York. En el año 2000 tenía una población de 3,161 habitantes y una densidad poblacional de 7 personas por km².
. El pueblo recibe su nombre por George Croghan, un oficial militar.

## Historia
La parte sur del pueblo fue el lugar de una colonia de refugiados de la Revolución Francesa. Los asentamientos fueron desmantelados en 1814. Su población empezó a llegar a inicios de 1830.
El pueblo fue formado en 1848 por los pueblos de Watson y Diana.  En 1848, parte del pueblo fue usado para ayudar a formas  New Bremen.
En 1902 y 1912, la Vila de Croghan en el pueblo, fue incendiada.

## Geografía
Croghan se encuentra ubicado en las coordenadas 43°53′31″N 75°23′28″O / 43.89194, -75.39111. El Pueblo de Croghan, en la parte norte del condado, contiene una villa también llamada Croghan.  El pueblo se encuentra al noreste de la sede del condado, Lowville. Ambas villas y pueblos se pronuncian "Kroyin"

## Demografía
Según la Oficina del Censo en 2000 los ingresos medios por hogar en la localidad eran de $ 34,722 y los ingresos medios por familia eran $39,267. Los hombres tenían unos ingresos medios de $28,712 frente a los $19,423 para las mujeres. La renta per cápita para la localidad era de $13,408. Alrededor del 12.1% de la población estaban por debajo del umbral de pobreza.